# Ponte Sanjo Ohashi
A Ponte Sanjo Ohashi  (三条大橋, Sanjō-Ōhashi) é uma ponte em betão armado localizada na cidade de Quioto, no Japão. A atual ponte foi concluída em 1950.

## Galeria

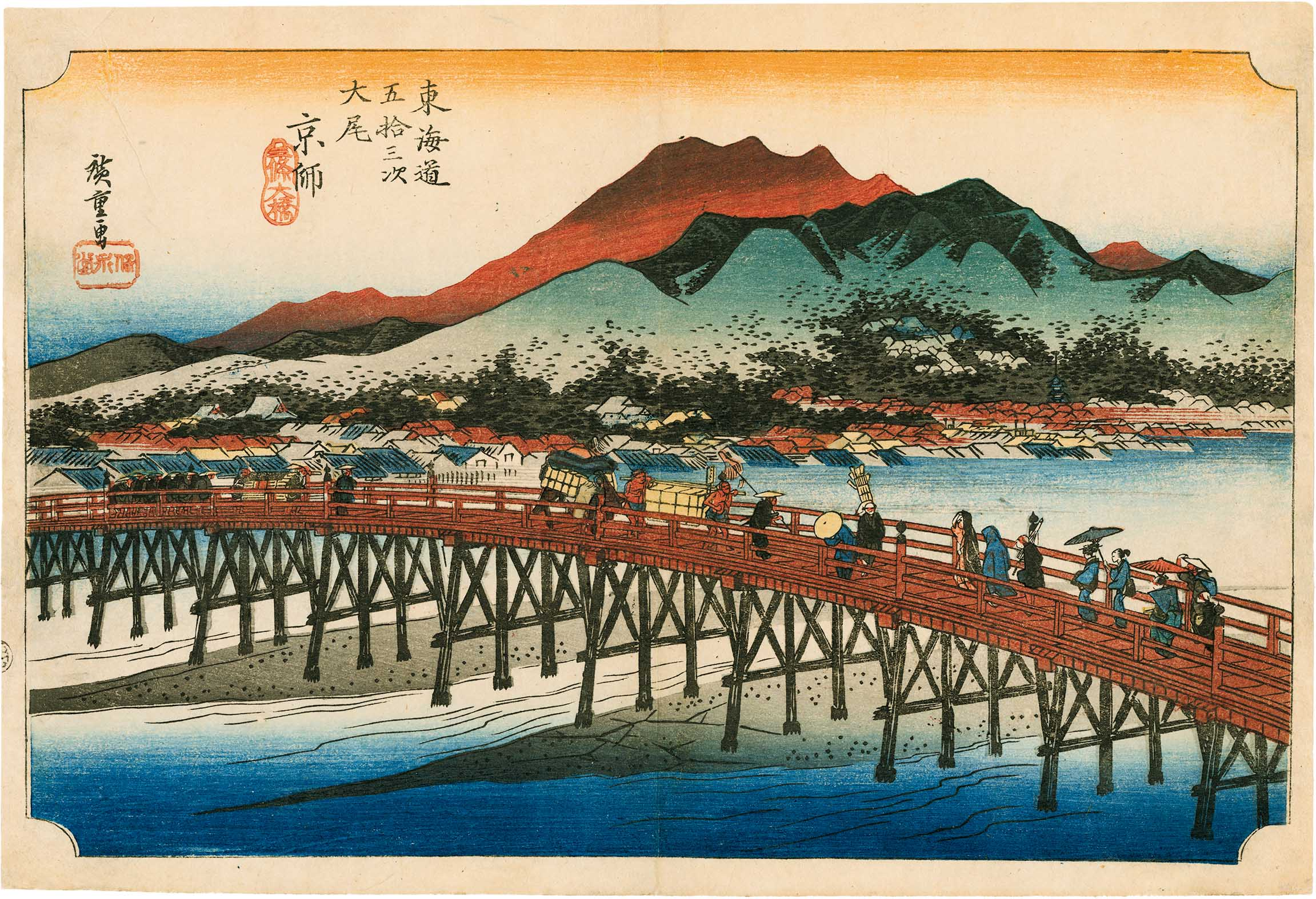
Ukiyo-e de Sanjo Ohashi por Hiroshige
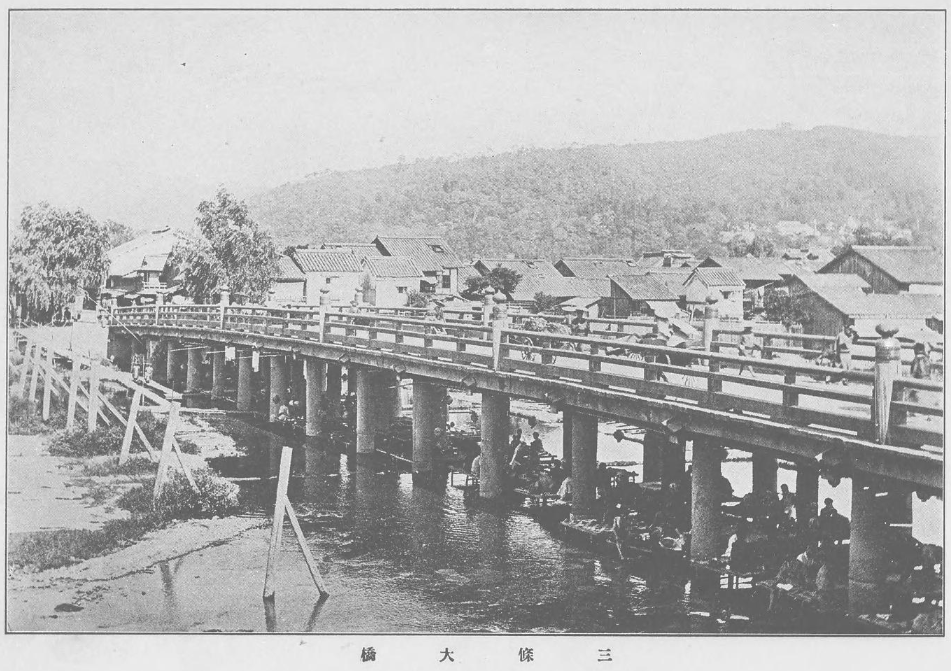
Sanjo Ohashi em 1900